# Lord Jim
Lord Jim je román anglického spisovatele polského původu Josepha Conrada, který vyšel v roce 1900. Román nejdříve vycházel seriálově v magazínu Blackwood od října 1899 do listopadu 1900. V románu se objevují typické prvky autorovy tvorby: námořnické prostředí, pocit viny u hlavní postavy a bohatý jazyk. Příběh knihy vypráví o Jimovi; důstojníku z lodi Patna, kterého pronásleduje pocit viny, před kterým se snaží utéct. Kniha je revoluční svou jazykovou stránkou, jelikož celý příběh je podán jako vyprávění jedné z postavy děje; celý příběh je tak vyprávěn jako dialogy vnořené do monologu.

## Příběh
Kniha sleduje vyprávění kapitána Marlowa. Ten vypravuje příběh Jima, který pracoval na lodi Patna jako první důstojník. Jednou, za deštivého večera, objeví Jim závažnou vadu na lodi. S vidinou neodvratné havárie lodi Patnu kapitán s posádkou opustí a ponechají pasažéry jistě smrti. Posádku následně najde loď Avondale, která ji zachrání.
Pro samotného Jima ale tento čin znamená nesmazatelný hřích, za který je později soudem zbaven hodnosti. Jima ale více trápí to, že zbaběle opustil loď a ponechal její pasažéry zemřít (během svého vyprávění však Marlow poví svým posluchačům, jak Patnu našla a zachránila francouzská loď). Hnán pocitem viny, Jim vyzkouší několik příležitostí na nový život. Až nakonec skončí v malé malajské osadě Patusan. Tam najde společnost, která ho přijme jako svého ochránce, kde je Jim opravdu šťastný a muže zapomenout na svůj hřích.
Z tohoto klidu ho však vytrhne příjezd piráta zvaného Pan Brown, který při neúspěšném pokusu o dobytí osady, hnán touhou po pomstě, zabije několik patusanských mužů. Mezi nimi je i syn patusanského vůdce Doramina, Dain Waris. Jim si uvědomí, že jeho hřích je a vždy byl nesmazatelný. Jelikož se za Daina zaručil svým životem, jde si k Doraminovi pro jistou smrt, své osvobození.

## Literární kritika
V době svého vydání byla kniha kritizována za vyprávěcí styl, který nebyl v té době běžný a byl těžký na čtení. Zároveň byla kritiky označována za “prodlouženou povídku.”
Pozdější kritiky však chválily hlavní myšlenku příběhu. V roce 1999 byla kniha v anketě francouzského časopisu Le Monde zařazena na 75. místo seznamu nejdůležitějších knih 20. století a v roce 1998 byla nakladatelskou společností Modern Library zařazena na 85. místo v seznamu 100 nejlepších anglicky psaných románů 20. století. Roku 1965 vznikla stejnojmenná filmová adaptace na motivy knihy.